# Floral City
Floral City ist ein census-designated place (CDP) im Citrus County im US-Bundesstaat Florida. Das U.S. Census Bureau hat bei der Volkszählung 2020 eine Einwohnerzahl von 5.261 ermittelt.

## Geographie
Floral City liegt rund 10 km südlich von Inverness und 90 km nördlich von Tampa. Der CDP wird vom U.S. Highway 41 sowie der Florida State Road 48 durchquert.

## Demographische Daten
Laut der Volkszählung 2010 verteilten sich die damaligen 5217 Einwohner auf 2912 Haushalte. Die Bevölkerungsdichte lag bei 86,4 Einw./km². 96,2 % der Bevölkerung bezeichneten sich als Weiße, 1,3 % als Afroamerikaner, 0,5 % als Indianer und 0,3 % als Asian Americans. 0,4 % gaben die Angehörigkeit zu einer anderen Ethnie und 1,2 % zu mehreren Ethnien an. 3,2 % der Bevölkerung bestand aus Hispanics oder Latinos.
Im Jahr 2010 lebten in 19,5 % aller Haushalte Kinder unter 18 Jahren sowie 46,9 % aller Haushalte Personen mit mindestens 65 Jahren. 64,7 % der Haushalte waren Familienhaushalte (bestehend aus verheirateten Paaren mit oder ohne Nachkommen bzw. einem Elternteil mit Nachkomme). Die durchschnittliche Größe eines Haushalts lag bei 2,23 Personen und die durchschnittliche Familiengröße bei 2,71 Personen.
17,9 % der Bevölkerung waren jünger als 20 Jahre, 14,4 % waren 20 bis 39 Jahre alt, 28,5 % waren 40 bis 59 Jahre alt und 39,2 % waren mindestens 60 Jahre alt. Das mittlere Alter betrug 53 Jahre. 49,1 % der Bevölkerung waren männlich und 50,9 % weiblich.
Das durchschnittliche Jahreseinkommen lag bei 39.798 $, dabei lebten 15,1 % der Bevölkerung unter der Armutsgrenze.
Im Jahr 2000 war Englisch die Muttersprache von 97,83 % der Bevölkerung und spanisch sprachen 2,17 %.

## Sehenswürdigkeiten
Am 1. Dezember 1993 wurde das Floral City Historic District in das National Register of Historic Places eingetragen.